# Вітімське плоскогір'я
54°00′ пн. ш. 113°30′ сх. д. / 54° пн. ш. 113.5° сх. д.
Вітімське плоскогір'я (бур. Вітімей хадаліг газар) — плоскогір'я у басейні верхньої течії річки Витім у Бурятії і Забайкальському краї. Його відкрив Петр Олексійович Кропоткін.
Широкі низькі вали (висота від 1200 до 1600 м) чергуються з міжгірськими зниженнями. Складено гранітами і кристалічними сланцями; на південному заході — базальти. Є понад 15 конусів стародавніх вулканів. Поширені багаторічні мерзлі гірські породи. Межиріччя вкриті модриною, в пониженнях — зарості чагарникових берез, луки і болота.